# Englische Cricket-Nationalmannschaft in Simbabwe in der Saison 2001/02
Die Tour der englischen Cricket-Nationalmannschaft nach Simbabwe in der Saison 2001/02 fand vom 1. bis zum 13. Oktober 2001 statt. Die internationale Cricket-Tour war Teil der internationalen Cricket-Saison 2001/02 und umfasste fünf ODIs. England gewann die ODI-Serie 5-0.

## Vorgeschichte
Simbabwe spielte zuvor eine Tour gegen Südafrika, für England war es die erste Tour der Saison. Das letzte Aufeinandertreffen der beiden Mannschaften bei einer Tour fand in der Saison 2000 in England statt.
Da in Simbabwe die Vorwürfe gegen die Regierung zunahmen Menschenrechtsverletzungen zu begehen, gab es Forderungen aus der Politik an England die Tour abzusagen. Auch kam es zu Unruhen in dem Land, die die Tour gefährdeten. Letztendlich weigerte sich die simbabwische Regierung bis kurz vor dem Start die englische BBC von der Tour berichten zu lassen. Als dieses geklärt war, gaben die Verbände endgültiges grünes Licht.

## Stadien
Für die Tour wurden folgende Stadien als Austragungsorte vorgesehen und am 15. Juni 2001 bekanntgegeben.
| Stadion            | Stadt    | Kapazität | Spiele         |
| ------------------ | -------- | --------- | -------------- |
| Queens Sports Club | Bulawayo | 9.000     | 4. ODI; 5. ODI |
| Harare Sports Club | Harare   | 10.000    | 1. – 3. ODI    |

## Kader
England benannte seinen Kader am 28. August 2001.
| ODI | ODI |
| Simbabwe | England |
| --- | --- |
| - Guy Whittall (K) - Gary Brent - Alistair Campbell - Stuart Carlisle - Dion Ebrahim - Sean Ervine - Andy Flower (wk) - Grant Flower - Travis Friend - Douglas Hondo - Doug Marillier - Mluleki Nkala - Henry Olonga - Heath Streak - Dirk Viljoen - Craig Wishart | - Nasser Hussain (K) - Paul Collingwood - Andrew Flintoff - James Foster (wk) - Paul Grayson - Matthew Hoggard - Ben Hollioake - James Kirtley - Nick Knight - Mark Ramprakash - Owais Shah - Ryan Sidebottom - Chris Silverwood - Jeremy Snape - Graham Thorpe - Marcus Trescothick |

## Tour Match
| 1. Oktober Scorecard | Harare | England XI 262-8 (50)           | – | Simbabwe A 124 (44.1) |
|                      |        | England XI gewinnt mit 138 Runs |   |                       |

## One-Day Internationals

### Erstes ODI in Harare
| 3. Oktober Scorecard | Harare | Simbabwe 206 (49.1)           | – | England 210-5 (46.4) |
|                      |        | England gewinnt mit 5 Wickets |   |                      |

### Zweites ODI in Harare
| 6. Oktober Scorecard | Harare | Simbabwe 195 (49.1)           | – | England 196-2 (37.3) |
|                      |        | England gewinnt mit 8 Wickets |   |                      |

### Drittes ODI in Harare
| 7. Oktober Scorecard | Harare | Simbabwe 261-8 (50)           | – | England 265-6 (47.3) |
|                      |        | England gewinnt mit 4 Wickets |   |                      |

### Viertes ODI in Bulawayo
| 10. Oktober Scorecard | Bulawayo | England 280-9 (50)          | – | Simbabwe 210 (44.3) |
|                       |          | England gewinnt mit 70 Runs |   |                     |

Der englische Bowler James Kirtley wurde auf Grund seinem Bowling-Stils vom Umpire an den Weltverband gemeldet.

### Fünftes ODI in Bulawayo
| 13. Oktober Scorecard | Bulawayo | Simbabwe 228 (49.3)           | – | England 229-3 (43.4) |
|                       |          | England gewinnt mit 7 Wickets |   |                      |

## Statistiken
Die folgenden Cricketstatistiken wurden bei dieser Tour erzielt.
| ODIs             | ODIs       | ODIs    | ODIs    | ODIs    | ODIs    | ODIs    | ODIs    | ODIs    |
| Batting          | Batting    | Batting | Batting | Batting | Batting | Batting | Batting | Batting |
| Spieler          | Mannschaft | Spiele  | Innings | Runs    | Average | HS      | 100s    | 50s     |
| ---------------- | ---------- | ------- | ------- | ------- | ------- | ------- | ------- | ------- |
| Nick Knight      | England    | 5       | 5       | 302     | 100,66  | 82*     | 0       | 3       |
| Andy Flower      | Simbabwe   | 5       | 5       | 246     | 61,50   | 142*    | 1       | 1       |
| Grant Flower     | Simbabwe   | 5       | 5       | 203     | 40,60   | 104     | 1       | 1       |
| Nasser Hussain   | England    | 4       | 4       | 198     | 66,00   | 73      | 0       | 2       |
| Paul Collingwood | England    | 3       | 3       | 169     | 84,50   | 77      | 0       | 2       |
| Bowling          |            |         |         |         |         |         |         |         |
| Spieler          | Mannschaft | Spiele  | Overs   | Wickets | Average | BBI     | 5W      | 10W     |
| Matthew Hoggard  | England    | 4       | 38      | 10      | 13,90   | 5/49    | 1       | 0       |
| Jeremy Snape     | England    | 4       | 38.3    | 7       | 23,85   | 3/43    | 0       | 0       |
| Doug Marillier   | Simbabwe   | 3       | 29      | 6       | 22,50   | 4/38    | 0       | 0       |
| Andrew Flintoff  | England    | 5       | 30.3    | 6       | 23,83   | 2/12    | 0       | 0       |
| Grant Flower     | Simbabwe   | 5       | 35.4    | 6       | 25,66   | 2/38    | 0       | 0       |

## Player of the Series
Als Player of the Series wurden die folgenden Spieler ausgezeichnet.
| Serie | Player of the Series |
| ----- | -------------------- |
| ODI   | Nick Knight          |

### Player of the Match
Als Player of the Match wurden die folgenden Spieler ausgezeichnet.
| Spiel  | Player of the Match |
| ------ | ------------------- |
| 1. ODI | Jeremy Snape        |
| 2. ODI | Matthew Hoggard     |
| 3. ODI | Andy Flower         |
| 4. ODI | Paul Collingwood    |
| 5. ODI | Nick Knight         |